# Юзефіна Ліллгаге
Юзефін Ліллгаге  (швед. Josefin Lillhage, 15 березня 1980) — шведська плавчиня, олімпійська медалістка.

## Виступи на Олімпіадах
| Олімпіада    | Дисципліна                            | Місце  |
| ------------ | ------------------------------------- | ------ |
| Атланта 1996 | естафета 4 × 200 вільним стилем       | 9      |
| Сідней 2000  | естафета 4 × 100 вільним стилем       | 3      |
| Афіни 2004   | плавання на 100 метрів вільним стилем | 14     |
| Афіни 2004   | плавання на 200 метрів вільним стилем | 8      |
| Афіни 2004   | естафета 4 × 100 вільним стилем       | 7      |
| Афіни 2004   | естафета 4 × 200 вільним стилем       | 8      |
| Пекін 2008   | плавання на 100 метрів вільним стилем | 11     |
| Пекін 2008   | плавання на 200 метрів вільним стилем | 15     |
| Пекін 2008   | естафета 4 × 200 вільним стилем       | 8      |
| Пекін 2008   | комплексна естафета 4 × 100           | участь |

## Зовнішні посилання
- Досьє на sport.references.com [Архівовано 14 листопада 2012 у Wayback Machine.]

1. ↑  Olympedia — 2006.